# Preemptivní válka
Preemptivní válka, preemptivní útok či preemptivní akce, je označení úderu, který si klade za cíl eliminovat bezprostřední závažné hrozby v situaci, při níž není možné využít jiných prostředků než síly k jejímu odvrácení.
Od preemptivní války se odlišuje preventivní válka (akce, útok), kdy je síla použita k odvrácení vzdálené závažné hrozby. Může být také vyvolána snahou předejít útoku protistrany, jenž je očekáván v kratším či delším časovém úseku.

## Příklady

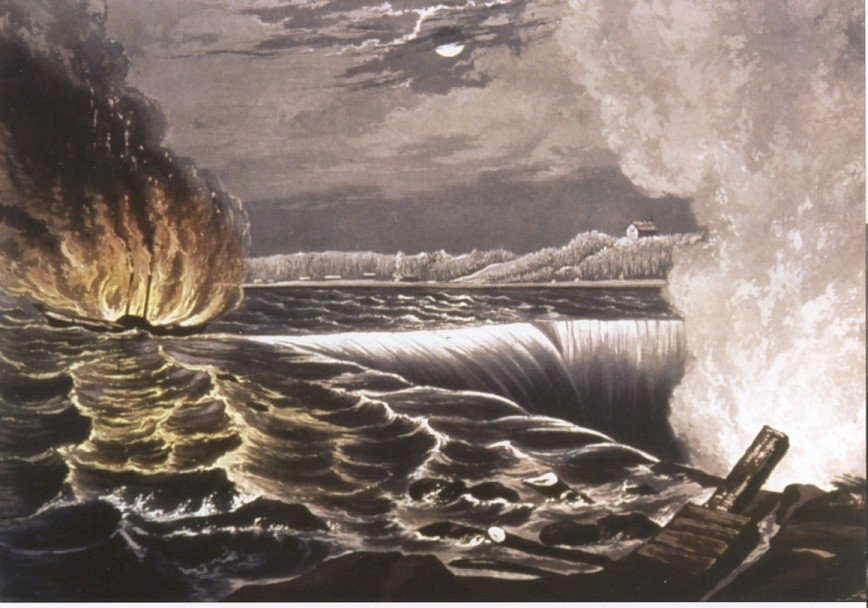
Preemptivní útok považovaný za precedens: Zničení americké lodě Caroline britskými jednotkami na Niagarských vodopádech 29. prosince 1837, George Tattersall

Za precedens preemptivní akce je považován případ Caroline z roku 1837, kdy protibritské povstání Kanaďanů podporovali mnozí Američané. Dodávky rebelům putovaly také lodní dopravou. Americká loď nesoucí jméno Caroline byla s dodávkami zničena na Niagaře britskými jednotkami, které v prosinci 1837 překročily americkou státní hranici.
Šestidenní válka, kterou zahájil Izrael 5. června 1967 úspěšným útokem na letecké základny Egypta, je často uváděna jako příklad preemptivní války. Avšak, například deník The New York Times, užil s touto válkou termín preventivní válka.

## Preemptivní válka a zákon
Po zničení Caroline se rozvinula diskuse mezi Velkou Británií a Spojenými státy o legálnosti tohoto incidentu, a debata položila základy práva na preemptivní obranu. Na základě tohoto případu vytvořil v roce 1842 americký ministr zahraničí Daniel Webster doktrínu obhajující použití síly. Z korespondence mezi Websterem a britským přidělencem lordem Ashburtonem vzešla shoda obou států na preemptivní akci za definovaných podmínek. Taková akce musí být „naléhavá, nepřekonatelná, neponechávající žádnou jinou možnost volby prostředků a žádný moment k úvaze“.
Z pohledu mezinárodního práva je preemptivní válka ospravedlnitelná za podmínek, jedná-li se o „bezprostřední hrozbu útoku, jasné a existující nebezpečí, že daná země zaútočí.“